# خوارزمية إلستون-ستيوارت
خوارزمية إلستون- ستيوارت هي خوارزمية لحساب احتمالية البيانات المرصودة على نسب بافتراض نموذج عام يمكن بموجبه اختبار نماذج الفصل الجيني والربط والترابط. وترجع إلى روبرت إلستون وجون ستيوارت. يمكنها التعامل مع النسب الكبيرة نسبيًا شريطة أن تكون (تقريبًا) قديمة. عند استخدامه لتحليل الروابط، يكون وقت حسابه ذو إِساس جبرية مُتفاوِتة في عدد العلامات، على النقيض من خوارزمية لاندر جرين، التي لها أزمنة حسابية في عدد أعضاء النسب.